# Бел (Вавилонија)
Бел (стгрч. Βῆλος [] — Белос) је према Есхилу Либијин и Посејдонов син, Агеноров брат близанац. Био је владар Египта, а за супругу је имао Анхиноју, ћерку бога реке Нил. Имао је близанце Египта и Данаја, а као његови синови спомињу се и Кефеј и Финеј. По Вергилију, Бел је феничански краљ, отац картагинске краљице Дидоне. Опустошивши Кипар, прихватио је Теукра и помогао му да освоји острво. Херодот га у својој Историји спомиње као оца Нина, митског оснивача Асирског царства и града Вавилона. (в. Нино Белов).